# George Murray (musicista)
George Murray (...) è un bassista statunitense.
Assieme al chitarrista Carlos Alomar e a Dennis Davis, che sarebbe diventato il batterista di Stevie Wonder, formò la sezione ritmica negli album di David Bowie della seconda metà degli anni settanta. Nel corso della sua breve carriera internazionale, occasionalmente Murray si esibì anche come seconda voce e collaborò come compositore e arrangiatore.

## Carriera
Si mise in luce inizialmente suonando nel 1974 alcuni brani in due dischi del musicista jazz/funk statunitense Weldon Irvine.

### David Bowie
La collaborazione con Bowie ebbe inizio a Los Angeles in Station to Station, pubblicato nel gennaio 1976, un album di transizione per l'artista inglese tra le atmosfere funk e soul del precedente Young Americans e quelle elettroniche dei successivi album che compongono la "Trilogia di Berlino". Fu il terzo bassista impiegato da Bowie in tre dischi dopo la separazione dallo storico gruppo The Spiders from Mars ed il suo bassista Trevor Bolder.
La collaborazione con Bowie continuò a Berlino, dove Murray prese parte alle registrazioni dei dischi della trilogia composta da Low ed "Heroes" del 1977 e Lodger del 1979. I tre album costituiscono la svolta elettronica nella carriera di Bowie, registrati con l'aiuto di Brian Eno e sotto l'influenza di Conny Plank, l'ingegnere del suono che fu alla base del krautrock tedesco. L'ultimo album in studio con Bowie fu Scary Monsters (and Super Creeps), pubblicato nel 1980. Di particolare rilievo in questo disco il suo contributo in stile funk nel brano Ashes to Ashes, che riprende le atmosfere di Young Americans.

### Altre collaborazioni e ritiro dalle scene
Nel 1976 aveva suonato con il gruppo funk Luther di Luther Vandross nell'eponimo album Luther, che non ebbe un buon successo commerciale. Nel 1977 Murray entrò, con Bowie e altri musicisti presenti in Station to Station, nella formazione di The Idiot, l'album di debutto del rocker Iggy Pop, che ebbe invece una grande accoglienza da parte del pubblico e della critica.
L'ultima sua collaborazione di rilievo fu nel 1981 per The Red and the Black, album di esordio da solista del chitarrista dei Talking Heads Jerry Harrison. Subito dopo Murray sparì misteriosamente e definitivamente dalla scena musicale di alto livello senza lasciare tracce di sé. Descritto come una persona riservata, è stata avanzata l'ipotesi che si fosse stancato dell'ambiente della musica rock. In un'intervista del 1983, Bowie dichiarò che Murray si era trasferito in pianta stabile a Los Angeles e non era interessato a rientrare nel mondo musicale.

## Discografia parziale
Con Weldon Irvine
- 1974 Cosmic Vortex (Justice Divine)
- 1974 In Harmony

Con David Bowie
- 1976 Station to Station
- 1977 Low
- 1977 "Heroes" (1977)
- 1978 Stage (live)
- 1979 Lodger
- 1980 Scary Monsters (and Super Creeps)

Con i Luther
- 1976 Luther

Con Iggy Pop
- 1977 The Idiot

Con Jerry Harrison
- 1981 The Red and the Black